# یواس‌اس لیورمور (دی‌دی-۴۲۹)
یواس‌اس لیورمور (دی‌دی-۴۲۹) (به انگلیسی: USS Livermore (DD-429)) یک کشتی بود که طول آن ۳۴۱ فوت (۱۰۴ متر) بود. این کشتی در سال ۱۹۴۰ ساخته شد.